# 請所
請所（うけしょ/うけどころ）とは、平安時代末期から室町時代にかけて荘園や公領において、荘官や荘民、守護、地頭などが在地から年貢・公事として徴収したうちの一定額（請料・請口）の納入を荘園領主や国衙に対して請け負う仕組。また、その対象となった下地（請地）そのものを指す場合もある。

## 概要
元々は平安時代に公領の経営を郡司や郷司に請け負わせていた郡郷請負に由来するとされ、荘園の形成とともに荘官（下司）が公領における郡司や郷司の役目に対応する年貢・公事徴収を含めた荘務全般を行う下司請負や郡司や郷司の流れを汲む国衙の在庁官人が荘園領主（本所・領家）の依頼を受けて年貢・公事の徴収を請負うことが行われた。治承・寿永の乱（源平合戦）の激化に伴って地方政治が不安定化すると、荘園領主は現地の武士が荘官の地位に就くなどの形で下地の管理及び年貢・公事の徴収を請負わせたことで請所の仕組が広く行われるようになった。
鎌倉幕府が成立すると、幕府は平家没官領を中心に口入を行い、御家人を恩賞として地頭に補任して請所を行わせる地頭請所（地頭請）が成立した。また、元々荘官として請所を行っていた武士が御家人となって地頭に任ぜられ、そのまま地頭請所に移動した私契約請所やこれらの請所を巡る訴訟の結果、幕府などの訴訟機関の斡旋で和与が結ばれて改めて請所関係が結ばれた和与請所なども存在した。
請所の請料は作柄の豊凶に関わらず毎年一定であったため、請負者が納入の約束を果たす限りにおいては、確実な収入確保が見込める領主側にとっても都合が良い仕組であったが、未進の発生や請負者の不正の発覚があるとたちまち領主と請負者との間に訴訟などのトラブルを起こした。鎌倉幕府も荘園領主と地頭との間の訴訟に悩まされた。1222年（貞応元年）、鎌倉幕府は地頭・御家人が請所であると称して荘園・公領から預所・郷司など領主側の人々を追放するのを禁じ、1268年（文永5年）には請所契約に年紀法を適用して契約成立から20年以上経た契約を領主側が一方的に解約できないものとした。1299年（正安元年）には年紀法の適用対象を口入請所は寛元以前、私契約請所は建保以前に成立した契約に制限した。1322年（元亨2年）に国衙領の請所は口入請所は解約を不可能とするが、私契約請所は1256年（康元元年）以前のものに限り、更に1284年（弘安7年）以後のものは国司による進止が保障された。これは口入請所の進止は幕府の権限であり荘園領主による介入を拒絶して地頭を保護する政策を採ったが、私契約請所は荘園領主や国司の立場を尊重する政策を採用したことによる。
一方、武士の影響が及んでいない荘園などでも請所化が進展した。惣村的な自立が進んだ地域では現地の百姓（荘民・郷民）による地下請（百姓請）、僧侶や商人・借上などが請負代官を務める代官請などがそれにあたる。更に南北朝時代以後の守護大名の形成とともに守護（あるいは守護代）が請負者となる守護請も成立した。
請所、特に地頭請や守護請においては時代が下るにつれて未進年貢の増大と請所の押領が深刻な問題と化し、室町時代における荘園公領制の解体の要因の1つになる。だが、その反面、請所としての武士の介入は彼らによる公然たる荘園・公領の侵略・押領行為の抑制を果たした側面も有していた。